# تلویزیون زمینی

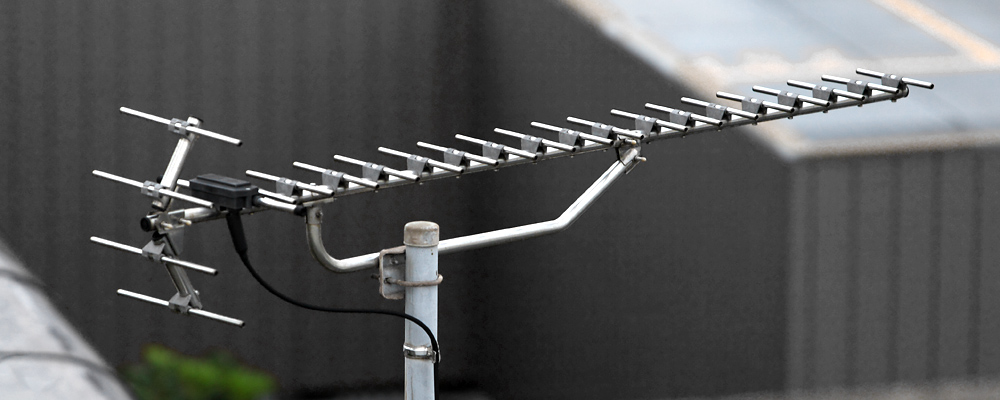
تصویر آنتن تلویزیونی

تلویزیون زمینی (انگلیسی: Terrestrial television) یک گونه سامانه پخش صوتی تصویری است که در آن سیگنال‌های تلویزیون توسط امواج رادیویی به دریافت‌کننده زمینی توسط یک پایگاه انتقال زمینی انتقال می‌یابد. این گونه پخش تلویزیونی در اروپا رایج‌تر است. واژه زمینی به جهت تمیز از گونه جدیدتر فناوری‌ها، مانند تلویزیون ماهواره‌ای یا کابلی است. در آن گونه از تلویزیون‌ها توسط یک ماهواره در آسمان به دریافت کنندگان انتقال می‌یابد یا سیگنال تلویزیونی از طریق یک کابل منتقل می‌شود که این گونه بیشتر در آمریکای شمالی رایج است.
تلویزیون زمینی نخستین فناوری برای پخش تلویزیونی بود که به‌صورت پخش عمومی از واشینگتن در ۷ آوریل ۱۹۲۷ شروع به‌کار کرد. در سال ۱۹۲۹ نیز بی‌بی‌سی شروع به پخش کرد و در سال ۱۹۳۰ یک برنامه مشخص تلویزیونی داشت. این سامانه‌های آزمایشی نخست به‌خاطر کیفیت پایین برای جذب مخاطب با مشکل روبرو بودند و این تلویزیون‌ها پس از جنگ جهانی دوم که کیفیت تصاویر بهبود یافت گسترش پیدا کرد. در این هنگام تلویزیون به مانند رادیو گسترش یافت و ایستگاه‌های محلی در شهرها گسترش یافت که در ایالات متحده ویژه تبلیغات و در اروپا در انحصار دولت بود که مناسب با نیاز خود برنامه‌ها را تدوین می‌کردند. پخش تلویزیونی تا دهه ۶۰ میلادی به صورت سیاه سفید بود که در این زمان جای خود را به پخش تلویزیونی رنگی داد.
تا دههٔ ۵۰ میلادی روش جدیدی برای پخش تلویزیونی عرضه نشد و در اوایل همین دهه بود که تلویزیون کابلی به جهان عرضه شد. در دههٔ ۶۰ و ۷۰ میلادی این گونه جدید پخش در ایالات متحده رواج پیدا کرد و به تدریج تلویزیون زمینی منسوخ گشت. تخمین زده می‌شود که در سال ۲۰۱۳ تنها ۷٪ از خانه‌های آمریکا از آنتن استفاده می‌کنند.